# Bristol 409
Der Bristol 409 war eine zweitürige Limousine des britischen Automobilherstellers Bristol Cars, die zwischen 1965 und 1967 hergestellt wurde. Das Auto war der Nachfolger des Bristol 408 und entsprach weitgehend dessen Konzept. Der 409 war keine vollständig neue Konstruktion; er unterschied sich von seinem Vorgänger vor allem durch eine ganze Reihe technischer Detailänderungen. Bristol reagierte mit diesen Modifikationen auf die Kritik, die an den Vorgängermodellen geäußert worden war, und versuchte, die Konstruktion den Wünschen der Kundschaft anzupassen.

## Modellgeschichte
Äußerlich blieb die Karosserie des 408 nahezu unverändert; allein die Form des Kühlergrills wurde geringfügig modifiziert: Statt der bisher rechteckigen Gestaltung war sie nun leicht trapezförmig angelegt, und die Ecken des Grills waren abgerundet.
Die Antriebstechnik des 409 entsprach der des im Herbst 1964 eingeführten 408 Mk.2. Neu war Bristol der Alternator, dessen Gewicht geringer war. Die bisherigen Dunlop-Bremsen wurden im 409 durch leistungsstärkere Teile von Girling ersetzt. Weitere Änderungen betrafen die Federung, die nun etwas weicher eingestellt war, sowie die Geräuschdämmung. Eine individuell einstellbare Servolenkung, die von ZF in Zusammenarbeit mit Bristol entwickelt worden war, wurde ab 1966 serienmäßig eingebaut. Insgesamt war der Bristol 409 spürbar leichter als der 408, was sich vor allem in den Fahrleistungen bemerkbar machen: Er war gute 12 km/h schneller als der Vorgänger und erreichte nach Werksangaben eine Spitzengeschwindigkeit von 212 km/h (132 m.p.h.).

## Rezeption und Verbreitung
Der Wagen wurde von der britischen Presse freundlich aufgenommen. Generell wurde er als sinnvolle Weiterentwicklung eines bereits hochwertigen Fahrzeugs beschrieben. Die äußere Erscheinung wurde zurückhaltend bewertet, die Fahrleistungen und das Fahrverhalten aber überzeugten. In einem Zeitungsbericht aus dem Jahr 1967 wurde der Bristol beschrieben als „ein nicht sehr attraktives Auto, aber solange man sich in ihm befindet, ist er großartig“.
Der Bristol 409 kostete bei seiner Vorstellung 4849 Pfund. Bis zum Herbst 1967 wurden etwa 80 Exemplare hergestellt. Sein Nachfolger war der Bristol 410.